# Westmoreland (Jamaica)
Westmoreland is de meest westelijk gelegen parish van Jamaica. Het ligt aan de zuidkant van het eiland, de hoofdstad van de parish is Savanna-la-Mar. Negril, een populaire bestemming voor toeristen ligt ook in deze parochie.

## Korte geschiedenis
Columbus legde tijdens zijn tweede reis aan bij Westmoreland. Een van de eerste Spaanse nederzettingen ontstond ook hier, in wat nu Bluefields heet. De parish kreeg de naam Westmoreland in 1703 omdat het het westelijkste punt van het eiland was. Savanna-la-Mar nam de rol van hoofdstad over van Banbury in 1730.
De rellen op de suikerplantage bij Frome in 1938 veranderden de geschiedenis van Jamaica. Ze leidden tot algemeen stemrecht in 1944 alsook tot een nieuwe grondwet waardoor Jamaica een grote stap zette richting zelfbestuur en uiteindelijk onafhankelijkheid.

## Ligging
Westmoreland omvat een gebied van 807 km², en is daarmee op zeven na de grootste parish van het land. Er wonen 141.000 mensen, van wie een groot aantal van Indiase afkomst.
Een groot moeras in het binnenland wordt gebruikt voor het afsteken van turf en biedt een veilige haven voor veel van de Jamaicaanse fauna. Er zijn een groot aantal rivieren in de parochie, waarvan de Cabaritta de grootste is.

## Economie
In de parish is de landbouw belangrijk. Er wordt veel suikerriet verbouwd, maar ook andere gewassen, zoals bananen, koffie, cacao en rijst. Daarnaast is ook de visindustrie een belangrijke sector.
Negril is een van de belangrijkste toeristische plaatsen in Jamaica. Het toerisme is sinds de jaren vijftig van de 20e eeuw een van de snelst groeiende sectoren.

## Geboren
- Harry Johnson (1945-2013), reggaemuziekproducent
- Jarret Lloyd Vincent, artiestennaam Bim Sherman (1950-2000), reggae-artiest
- Dorothy Smith (1971), artiestennaam (Lady) Patra, reggaezangeres
- Trecia Smith (1975), hink-stapspringster
- Davita Prendergast (1984), sprintster